# (2856) Röser
(2856) Röser – planetoida z pasa głównego asteroid okrążająca Słońce w ciągu 5 lat i 98 dni w średniej odległości 3,03 j.a. Została odkryta 14 kwietnia 1933 roku w Landessternwarte Heidelberg-Königstuhl w Heidelbergu przez Karla Reinmutha. Nazwa planetoidy pochodzi od Siegfrieda Rösera (ur. 1948), niemieckiego astronoma z Astronomisches Rechen-Institut Została zaproponowana przez Lutza Schamdela. Przed nadaniem nazwy planetoida nosiła oznaczenie tymczasowe (2856) 1933 GB.